# Maurizio Ponzi
Pour les articles homonymes, voir Ponzi (homonymie).
Maurizio Ponzi est un réalisateur et scénariste italien né le 8 mai 1939 à Rome (Italie).

## Filmographie

### comme réalisateur
- 1968 : I visionari
- 1971 : Equinozio (it)
- 1974 : La voce della tortora (feuilleton TV)
- 1975 : Il caso Raoul
- 1975 : Lo strano caso di via dell' Angeletto (TV)
- 1978 : Mattolineide (TV)
- 1979 : Hedda Gabler (TV)
- 1979 : Luigi Ganna detective (it) (série télévisée)
- 1982 : Madonna che silenzio c'è stasera (it)
- 1982 : Io, Chiara e lo Scuro
- 1983 : Valentino (feuilleton TV)
- 1983 : Son contento
- 1984 : Aurora (Qualcosa di biondo)
- 1986 : Il tenente dei carabinieri (it)
- 1987 : Noi uomini duri (it)
- 1988 : Il volpone (it)
- 1990 : Volevo i pantaloni (it)
- 1991 : Nero come il cuore (it) (TV)
- 1992 : Vietato ai minori (it)
- 1994 : Anche i commercialisti hanno un'anima (it)
- 1996 : Italiani (it)
- 1997 : Fratelli coltelli (it)
- 1999 : Besame mucho (it)
- 2001 : Il bello delle donne (it) (série télévisée)
- 2004 : A luci spente (it)
- 2006 : E poi c'è Filippo (it) (feuilleton TV)

### comme scénariste
- 1968 : I visionari
- 1971 : Equinozio
- 1974 : La Voce della tortora (feuilleton TV)
- 1975 : Il caso Raoul
- 1975 : Strano caso di via dell' Angeletto, Lo (TV)
- 1983 : Valentino (feuilleton TV)
- 1983 : Son contento
- 1986 : Il Tenente dei carabinieri
- 1987 : Noi uomini duri
- 1988 : Il Volpone
- 1990 : Volevo i pantaloni, adaptation du roman Je voulais des pantalons
- 1991 : Nero come il cuore (TV)
- 1994 : Anche i commercialisti hanno un'anima
- 1996 : Italiani
- 1999 : Besame mucho
- 2004 : A luci spente